# منتخب التشيك تحت 19 سنة لكرة القدم
منتخب التشيك تحت 19 سنة لكرة القدم هو ممثل التشيك الرسمي في المنافسات الدولية في كرة القدم في فئة كرة قدم للرجال تحت 19 سنة، يديريه اتحاد جمهورية التشيك لكرة القدم.